# Марина Ромеа (Равена)
Марина Ромеа (итал. Marina Romea) је насеље у Италији у округу Равена, региону Емилија-Ромања.
Према процени из 2011. у насељу је живело 1185 становника. Насеље се налази на надморској висини од 7 м.